# Bernhard Pawelcik

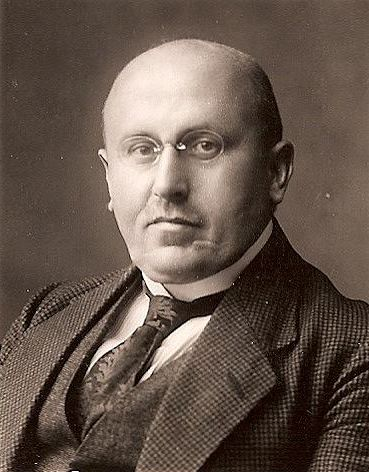
Pawelcik um 1925

Bernhard Pawelcik (* 7. März 1880 in Sensburg, Provinz Ostpreußen; † 17. April 1970 in Delmenhorst) war ein deutscher Verwaltungsjurist und Richter. Zur Zeit der Weimarer Republik war er Erster Bürgermeister der Ordensstadt Marienburg.

## Leben
Pawelcik entstammte einer alten masurischen Familie in Sensburg. Seine Vorfahren hatten Ostpreußen Beamte der Forst- und Kommunalverwaltung, Bauern und Kaufleute gestellt. Sein Großvater war Bürgermeister von Nikolaiken.
Nach dem ersten Schulunterricht am väterlichen Wohnsitz in Friedrichshof, Kreis Ortelsburg, besuchte Pawelcik das Gymnasium in Allenstein. Nach dem Abitur 1899 begann er an der Albertus-Universität Königsberg Rechtswissenschaft und Staatswissenschaft zu studieren. Im Sommersemester 1899 wurde er im Corps Masovia aktiv. Als Inaktiver wechselte er 1901 an die Ludwig-Maximilians-Universität München. Als Gerichtsreferendar wurde er in Ostpreußen und Kassel ausgebildet. Als Gerichtsassessor kam er 1907 wieder nach Ostpreußen und wurde Amtsrichter in Landsberg (1909) und Wehlau. Für sein Bemühen um die Kriegsschadenfeststellung 1914/17 in seinem Kreis wurde er mit dem Verdienstkreuz für Kriegshilfe (Preußen) ausgezeichnet. Die aussichtsreiche Richterlaufbahn brach er ab, als er 1917 von Oberbürgermeister Siegfried Körte als Dezernent in den Magistrat der Provinzialhauptstadt Königsberg i. Pr. berufen wurde.

### Marienburg

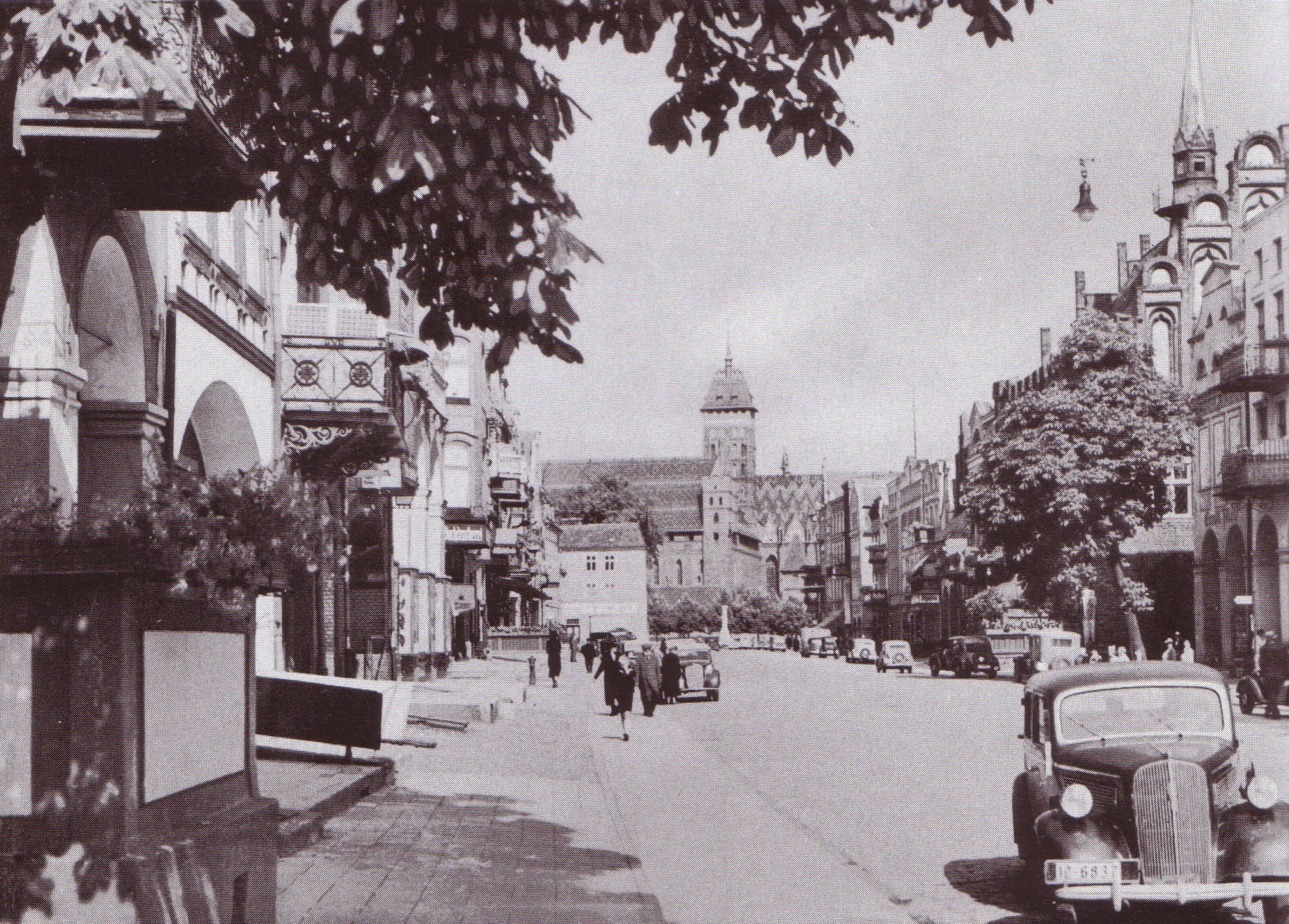
Die Hohen Lauben in Marienburg, im Hintergrund das Schloss

1918 einstimmig zum Ersten Bürgermeister gewählt, stand Pawelcik fünfzehn Jahre im Dienst der Ordensstadt Marienburg. Diese geschichtsträchtige und umkämpfte Grenzstadt war im Mittelalter östlicher Vorposten des Deutschen Ordens. Sie zu führen war kein Leichtes, erst recht nicht in den schweren Jahren nach dem Ersten Weltkrieg. Seit 1920 lag die Stadt am Polnischen Korridor, wie Marienwerder am westlichen Rand des isolierten Ostpreußens. Pawelciks Geschick und Umsicht im Abstimmungsgebiet Allenstein (1920) wurden gerühmt. Die Stadt erlebte unter ihm eine neue Blütezeit. Es entstanden das neue Rathaus, die Freilicht-Festspiele, der Flugplatz und der Omnibusverkehr, Grün- und Badeanlagen, Handelsschulen und ein Elektrizitätswerk. Der Hafen und die Industrie wurden ausgebaut. Ab 1925 vertrat er Marienburg und die Deutsche Volkspartei im Provinziallandtag der Provinz Ostpreußen.
Bernhard Schmid schrieb später in Pawelciks Amtsakte des Regierungsbezirks Schleswig:

„In den städtischen Körperschaften hatte er dank politischer und religiöser Toleranz mit kluger Menschenbehandlung stets eine sichere Mehrheit. Die Nachfolger konnten von dem Geschaffenen zehren. Die Periode von 1918 bis 1933 war beispielloses Schaffen, würdig der Kulturarbeit des Deutschen Ordens.“

Pawelcik ließ den beiden Schöpfern des Westpreußenliedes, Hugo Hartmann und Paul Felske, 1920 im Stadtpark von Marienburg ein schlichtes Denkmal setzen. Er selbst weihte es ein. Unter der Inschrift sah man in Goldschrift die Anfangsnoten des Liedes.

### 1933
Pawelcik, der sich immer der Wertschätzung Paul von Hindenburgs erfreute, überstand auch den nationalsozialistischen Umbruch und seine Amtsenthebung. Zuerst noch Rechtsanwalt in Königsberg, wurde er nach Hindenburgs Intervention 1934 Regierungsangestellter und bald darauf Regierungsrat. Man berief ihn in das neu geschaffene Prüfungsamt und zum Leiter der Preisüberwachungsstelle Königsberg. Mit Nachhilfe aus Berlin erkannten die neuen Lokalgrößen seine Kompetenz und Leistung an. Von Berlin aus in gleicher Eigenschaft nach Pommern und Schlesien delegiert, war er überall mutig genug, heikle Aufgaben zu lösen und Missstände vor den Gausatrapen in Königsberg, Stettin und Breslau zur Sprache zu bringen. Zum 62. Geburtstag wurde ihm das Kriegsverdienstkreuz verliehen. Im August 1944 wurde er trotz seiner 64 Jahre zu Spatenarbeiten an der Panther-Stellung eingezogen. Als die russische Belagerung Königsbergs begann und sich alle Behörden absetzten, blieb Pawelcik mit wenigen anderen Beamten auf seinem Posten. Während der Ostpreußischen Operation (1945), wenige Tage vor Übergabe der Festung Königsberg am 9. April 1945, entkam er über Pillau und die Ostsee nach Westen. Im Mai 1945 wurde er von der Regierung in Schleswig als Kommunal- und Sparkassendezernent übernommen und 1946 als Oberregierungsrat pensioniert.

### Alter
Als Verwaltungsrechtsrat vertrat er Vertriebeneninteressen beim Verwaltungsgericht Schleswig und beim Oberverwaltungsgericht Lüneburg. Er half auf dem Gebiet der Wiedergutmachung und betrieb in gut einem Jahr 20.000 Entnazifizierungsverfahren. Er war Mitbegründer und später Ehrenmitglied der Landsmannschaft Westpreußen. Als er 1952 nach Mainz umsiedelte, wurde er ihr Landesobmann in Rheinland-Pfalz. Wie schon zuvor reiste er von Stadt zu Stadt, hielt Vorträge über die Marienburg und erinnerte an die Bedeutung des Deutschen Ostens für Europa, so noch mit 81 Jahren in Hamburg.
Pawelcik war verheiratet mit Helene Krantz aus Tilsit, einer Schwester von zwei Corpsbrüdern. Sie war in Marienburg Vorsitzende des DRK, das ihr die Ehrennadel verlieh. Von den vier Kindern des Ehepaares fielen die beiden Söhne, der eine bei der Legion Condor; der andere, ebenfalls Angehöriger der Masovia, blieb seit 1944 in Rumänien verschollen. In feierlichster Form und unter überaus großer Anteilnahme beging das Ehepaar am 25. Oktober 1959 die Goldene Hochzeit im Schleswiger Dom. Pawelcik wurde mit Ehrungen überschüttet. Dem ehemaligen Oberhaupt einer Stadt mit 26.000 Einwohnern gratulierten die Bürgermeister von Hamburg, Mainz und Duisburg. Aus dem Hause Hindenburg kam ein Bild mit der noch eigenen Unterschrift des ehemaligen Generalfeldmarschalls und Reichspräsidenten. Nach dem Tod seiner Frau verbrachte Pawelcik seine letzten Jahre bei seiner jüngeren Tochter in Delmenhorst.

## Werke

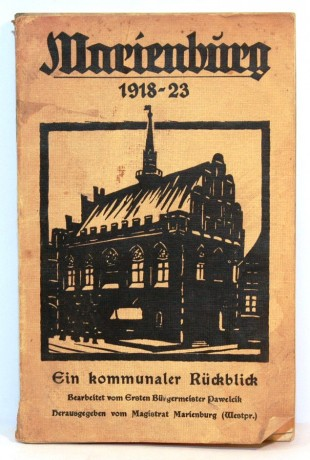
Pawelcik und Marienburg

- Die wirtschaftliche Bedeutung und Zukunft des Kreises Marienburg, 1921
- Marienburg 1918–1923. Ein kommunaler Rückblick auf das erste Jahrfünft der Nachkriegszeit, Marienburg 1923
- Marienburger Heimatbuch: Umfassend d. große u. kleine Werder mit angrenzendem Höhenrand , Marienwerder 1926 (von Pawelcik und anderen)
- Marienburg, Berlin: Verlags-Gesellschaft für Städtebau, 1930
- Fünfzig Jahre Westpreußenlied, in: Der Westpreuße, Jg. 2, 1950, Nr. 10, S. 10
- Ferdinand Schulz – Eine Erinnerung an unseren großen westpreußischen Segelflieger, in: Westpreußen-Jahrbuch, Bd. 2, S. 64–65